# Справа КПРС
«Справа КПРС» — судова справа, процес 1992 року, під час якого Конституційний суд Російської Федерації розглянув питання конституційності указів президента Росії Бориса Єльцина про призупинення діяльності КПРС та КП РРФСР, упорядкування їх власності та розпуск. Справа була заведена  через звернення 37 народних депутатів Росії.
В процесі брали участь:
- представники 37 депутатів.
- представники інтересів КПРС та КП РРФСР (частково збігалися з попередньою групою)
- представники президента Єльцина
- представники групи з понад 70 народних депутатів, що вимагали розгляду питання про конституційність КПРС та КП РРФСР.

В указі Бориса Єльцина про призупинення діяльності КП РРФСР було визнано не відповідним Конституції припис міністру внутрішніх справ та прокуратурі «провести розслідування фактів антиконституційної діяльності» партії, а також пункт про набрання чинності указу з моменту підписання. 
Суд визнав неконституційним розпуск первинних організацій, створених за територіальним принципом, но залишив дійсним розпуск керівних структур КПРС та КП РРФСР.
Наказ про передачу власності компартії органам виконавчої влади був визнаний конституційним щодо тієї частини власності, що підпорядковувалась КПРС, яка була державною чи муніципальною та неконституційним щодо власності КПРС чи підпорядкованій їй, хоча права власника взагалі не були затверджені документально.
Щодо перевірки конституційності КПРС та КП РРФСР, провадження було призупинено в зв'язку з фактичним розпадом КПРС в серпні-вересні 1991 року.
Судді Анатолій Кононов, Борис Ебзєєв та Віктор Лучін подали особливу думку.
Під час процесу відомий дисидент Володимир Буковський отримав можливість відсканувати частину матеріалів справи — засекречені й зараз документи з архівів ЦК КПРС, КДБ тощо, які пізніше опублікував.